# Mohamed Boudiaf
Mahomet Boudiaf (arab. محمد بوضياف, ur. 23 czerwca 1919, zm. 29 czerwca 1992), znany również jako Si Tayeb el Watani, - algierski przywódca polityczny i jeden z założycieli Frontu Wyzwolenia Narodowego. Brał udział w algierskiej wojnie o niepodległość (1954-1962).
W trakcie II wojny światowej walczył w armii francuskiej. W 1954 roku dołączył do Frontu Wyzwolenia Narodowego dowodzonego przez Ahmada Ben Bellę. W 1956 schwytany przez Francuzów, w więzieniu przebywał do 1962 roku. W niepodległej Algierii objął stanowisko wiceprezydenta. Jeszcze w 1962 roku utworzył Partię Rewolucji Socjalistycznej która potem została zdelegalizowana. Na skutek konfliktu z prezydentem Ben Belą został internowany i w 1966 roku udał się na wygnanie do Maroka. W styczniu 1992 roku powrócił do kraju. W lutym tego samego roku został prezydentem Algierii z nadania rządzącej junty wojskowej a jego celem miało być zahamowanie rosnących wpływów Islamskiego Frontu Ocalenia. Cztery miesiące później, 29 czerwca 1992 został zamordowany w Annabie przez będącego islamistą ochroniarza podczas publicznego wystąpienia. Była to jego pierwsza wizyta jako prezydenta poza Algierem.